# Klinzowka (Kaliningrad)
Klinzowka (russisch Клинцовка, deutsch Wickiau, litauisch Vikuva) ist ein Ortsteil der Stadt Selenogradsk im Rajon Selenogradsk der russischen Oblast Kaliningrad.

## Geographische Lage

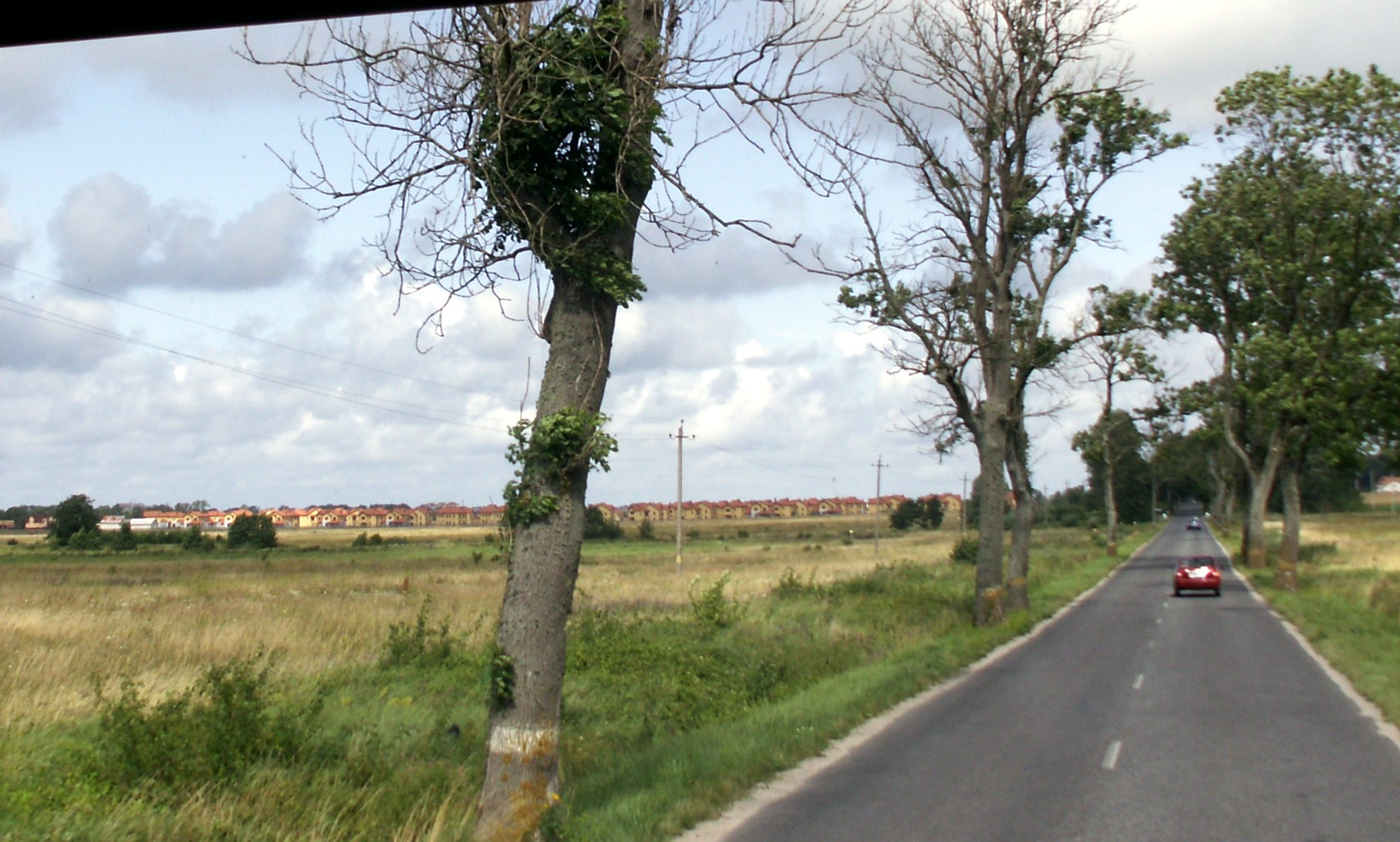
Auf der Straße nach Klinzowka (Wickiau)

Klinzowka liegt fünf Kilometer südwestlich des Selenogradsker Stadtzentrums und 24 Kilometer nördlich der Oblasthauptstadt Kaliningrad (Königsberg) an der Regionalstraße 27A-013 (ex A192). An der südwestlichen Ortsgrenze führt der Primorskoje Kolzo (Küstenautobahnring) vorbei. Die nächste Bahnstation ist Malinowka (Wargenau) an der Bahnstrecke Kaliningrad–Selenogradsk–Pionerski (Königsberg–Cranz–Neukuhren). Südöstlich von Klinzowka befindet sich das Gräberfeld von Wiskiauten.

## Geschichte
Das ehemalige kleine Gutsdorf Wickiau bestand im Grunde nur aus einem großen Hof. Er lag im Süden der heutigen Siedlung Klinzowka. Am 17. Juli 1896 wurde entschieden, die Besitzungen Nuskern (heute russisch: Besymjanka), Wickiau, Wiskiauten (Mochowoje) und Wosegau (Wischnjowoje) im Gutsbezirk Wosegau zusammenzuführen. Er gehörte bis 1939 zum Landkreis Fischhausen, von 1939 bis 1945 zum Landkreis Samland im Regierungsbezirk Königsberg der preußischen Provinz Ostpreußen. Bereits am 1. Januar 1929 wurden die beiden Wosegauer Ortsteile Wickiau und Wiskiauten in die Gemeinde Cranz (Selenogradsk) umgegliedert.

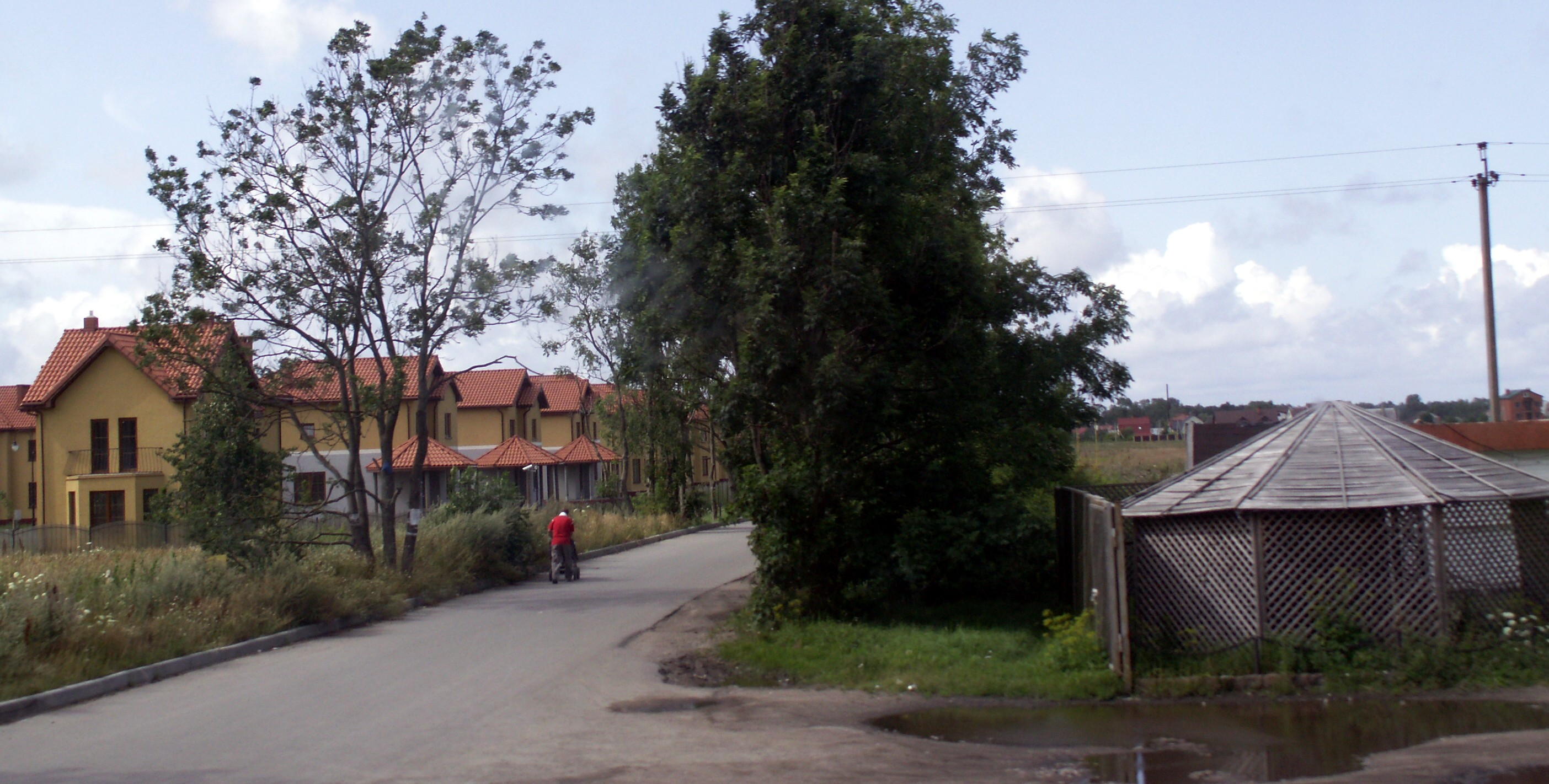
Neubausiedlung in Klinzowka (2009)

Im Jahre 1945 kam das nördliche Ostpreußen und mit ihm auch Wickiau zur Sowjetunion. Im Jahr 1950 erhielt der Ort den russischen Namen Klinzowka und wurde gleichzeitig dem Dorfsowjet Cholmski selski Sowet im Rajon Primorsk zugeordnet. Im Jahr 1959 gelangte der Ort in den Wischnjowski selski Sowet. Im Jahr 2002 wurde Klinzowka in die Stadt Selenogradsk eingemeindet.

## Kirche
Die Einwohner des kleinen Gutsortes Wickiau waren vor 1945 fast alle evangelischer Konfession. Das Dorf war in das Kirchspiel Laptau (heute russisch: Muromskoje) im Kirchenkreis Königsberg-Land II innerhalb der Kirchenprovinz Ostpreußen der Kirche der Altpreußischen Union eingegliedert. Heute liegt Klinzowka im Einzugsbereich der evangelisch-lutherischen Gemeinde in Selenogradsk (Cranz), einer Filialgemeinde der Auferstehungskirche in Kaliningrad (Königsberg) in der Propstei Kaliningrad der Evangelisch-lutherischen Kirche Europäisches Russland.